# رابيد شير
رابيد شير (بالإنجليزية: RapidShare)‏ هي خدمة استضافة ملفات عبر الإنترنت تأسَّسَت عام 2002. حلَّ الموقع عام 2009 ضمنَ أعلى عشرين موقعًا من حيثُ عدد الزوار شهريًا، حيثُ كان يحتوي على 10 بيتابايت من الملفات التي رفعها مستخدمي الموقع كما كان الموقعُ قادرًا على التعامل مع ما يصلُ إلى ثلاثة ملايين مستخدم في وقت واحد. بعد مداهمة الشرطة لشركة ميجا أبلود وإسقاطها للموقع عام 2012، غيَّر موقع رابيد شير هو الآخر من طريقةِ عمله لردعِ استخدام خدماته لتوزيع الملفات على أعداد كبيرة من المستخدمين المجهولين مقابل تركيزهِ على الاشتراك الشخصي في تخزين الملفات على السحابة. انخفضت نتيجة لذلك شعبيّة الموقع بشكلٍ حاد، وبحلول نهاية آذار/مارس من عام 2015 توقَّفً الموقع عن العمل إلى أن استحوذت عليهِ شركة كينجسلي غلوبال (بالإنجليزية: Kingsley Global)‏ عام 2017.

## التاريخ
تأسَّسَ رابيد شير (بالإنجليزية: Christian Schmid)‏ من قِبل كريستيان شميد في مولهايم بألمانيا، حيثُ كان في البداية يحملُ اسم إيز شير (بالإنجليزية: ezShare)‏ وغُيّر اسمهُ لاحقًا إلى رابيد شير (بالإنجليزية: Rapid Share)‏ فتخصَّصَ أكثر في استضافة الملفات على النت. أسَّسَ كريستيان شميد عام 2004 شركة رابيد شير آي جي (بالإنجليزية: RapidShare AG)‏ التي دخلت عالم الإنترنت في آب/أغسطس 2004، واتخذت من بار في دولة سويسرا مقرًا لها في العام 2006. لطالما تجنَّب شميد أنظار الإعلام والجمهور، لكنه تولى إدارة الشركة بعد مغادرة الرئيس التنفيذي ومدير العمليات بوبي تشانغ في نيسان/أبريل 2010.
كانَ موقع رابيد شير الأصلي على النطاق رابيد شير دوت دي (بالإنجليزية: RapidShare.de)‏، ثمّ بدأَ في وقتٍ لاحقٍ موقعٌ ثانٍ هو رابيد شير دوت كوم (بالإنجليزية: RapidShare.com)‏ الذي عملَ بالتوازي مع رابيد شير دوت دي لعدة سنوات. أُغلق في الأول من آذار/مارس 2010 موقع رابيد شير دوت دي ووُجّه المستخدمون الذين يزورون الموقع إلى رابيد شير دوت كوم فيما لم تعد الملفات المستضافة على الموقع الأول متاحة للتنزيل. صدرت في نفسِ العام أيضًا إحصائيّةٌ أكّدت على أن موقع رابيد شير يستقبلُ مئات الملايين من الزوار شهريًا وأنه من بين أشهر 50 موقعًا على الإنترنت.
تسببت الدعاوى القضائية التي رفعها مالكو المحتوى المحمي بحقوق الطبع والنشر والتي شُوركَت على رابيد شير في قيامِ الأخير بمراجعة طريقة عمله خاصّة بعدما أُسقط موقع ميغا أبلود (بالإنجليزية: Megaupload)‏ – الذي كان يُقدّم نفس الخدمة – من قِبل السلطات الأمربكيّة لنفس السبب تقريبًا. غيّرت الشركة تركيزها إلى خدمات التخزين السحابية خاصّة المدفوعة منها، وقد أدى هذا إلى انخفاضٍ في الإيرادات بمقدار ثلاثة أرباع في أيّار/مايو 2013، ثمّ هوى الموقع في ترتيب أليكسا إلى أقل من 1400 بحلول نهاية عام 2014 بعدما كان في مراكز متقدمة.
ذكر موقع الويب بي سي تيب دوت سي إتش (بالإنجليزية: PCTipp.ch)‏ في أواخر شباط/فبراير من عام 2014 استنادًا إلى تقارير من موظف سابق في رابيد شير أن الأخير قدمَ إنذارًا نهائيًا لـ 23 من موظفيهِ البالغ عددهم 24 موظفًا ما أجبر عددًا منهم على الاستقالة باستثناء واحدٍ أنهت الشركة عقده. وردَ اعتبارًا من منتصف آذار/مارس أن رابيد شير تعملُ مع موظفٍ واحدٍ فقط وهو شخصٌ كان يُمثّل الدعم الفني في الموقع كما يُدير الحسابات ويردُّ على استفسارات العملاء وما إلى ذلك. أعلنت الشركة في الثالث عشر من آذار/مارس 2014 عن زياداتٍ في أسعار خدماتها المدفوعة بحوالي 150% كما قلَّصت سرعات خدماتها المجانيّة وحدَّت من سعتهم.
أعلنت رابيد شير في العاشر من شباط/فبراير 2015 على صفحتها الرئيسية أنها ستُغلق خدماتها نهائيًا في الواحد والثلاثين من آذار/مارس من نفس هذا العام ولن تكون البيانات التي استضافتها بعد هذا التاريخ متاحة حتى للعُمَلاء الذين حمّلُوها. عرضت الصفحة الرئيسية للموقع في الواحد والثلاثين من آذار/مارس 2015 إشعارًا بإغلاق الخدمة.

## الخدمات
عند رفعِ ملفٍ ما على الموقع، يُزوِّد رابيد شير رافع الملف عنوان يو آر إل فريدٍ يُمكن عبره تحميل الملف المرفوع، كما يُمكن مشاركة هذا الرابط مع أي شخصٍ آخر لينزل الملف. لا يسمحُ الموقع لأيّ مستخدمٍ بالبحث في خوادمه عن المحتويات المرفوعة. كان لدى رابيد شير في نيسان/أبريل 2008 مساحةُ تخزينٍ قدرها 5.4 بيتابايت للمستخدمين، يسمحُ الموقع للمستخدمين الذي يُسجّلون حسابًا عليهِ (حساب مدفوع) بمزايا أكبر مثل سرعة التنزيل غير المحدودة والتنزيل الفوري (بدلاً من فترة انتظار بين كل تنزيلٍ وآخر) وتنزيل العديد من الملفات في وقت واحد وتخطي قائمة الانتظار وإمكانية قطع التنزيلات وإعادة تشغيلها وتحميل وتنزيل ملفات أكبر تصلُ إلى 2 جيجابايت وإلى مساحة تخزينٍ تصلُ إلى 50 جيجا بايت من البيانات لفترة غير محدودة.
حتى الفاتح من تمّوز/يوليو 2010، قامت رابيد شير بتشغيل برنامج حوافزٍ يُكافئ رافعي الملفات بما يُعرف برابيد بوينتس (بالإنجليزية: RapidPoints)‏ وفقًا لعدد المرات التي نُزِّلت فيها هذه الملفات. كانت النقاط قابلة للاستبدال لاشتراكات رابيد شير المميزة أو المدفوعة، لكنّ الشركة أوقفت البرنامج لتجنب الانطباع بأنها تكافئ مستخدميها على تحميل مواد محمية بحقوق الطبع والنشر. كانت التنزيلات التي قام بها الأشخاص الذين ليس لديهم اشتراك في الحساب المميز الحالي تخضع لقيودٍ مثل الانتظار القسري لعدة دقائق بين التنزيلات. لقد تباينت مدة الانتظار على مر السنين من 15 دقيقة إلى أكثر من ساعتين ونصف بين كل تنزيلٍ وتنزيلٍ آخر.

## البرمجيات
عرضت رابيد شير برنامجين للكمبيوتر لتبسيط إدارة الملفات.

### رافع رابيد شير
يسمحُ برنامج رافع رابيد شير (بالإنجليزية: RapidShare Uploader)‏ بالرفعِ ولو في فترة الانتظار على عكس ما هو معمولٌ به في الموقع مثلًا، ومع ذلك فلا يُمكن عبر البرنامج استئناف التحميل بعد توقيفه لأنّ هذه الميزة مخصصة للذين يدفعون اشتراكًا شهريًا أو سنويًا فقط، كان رافع رابيد شير متاحًا لنظام مايكروسوفت ويندوز فقط.

### مدير رابيد شير
يحتوي برنامج مدير رابيد شير (بالإنجليزية: RapidShare Manager)‏ على العديد من الميزات أكثر من برنامج رافع رابيد شير لا سيما الرفع خلال فترة الانتظار واستئناف التحميل بالإضافة إلى التنزيل. تعملُ النسخة المرتبطة بالموقع مع ويندوز فيستا وويندوز 7 وأنظمة تشغيل ماكينتوش وكذا لينكس وفي وقتٍ أسبق ويندوز إكس بي.

## 30 كب/ثانية
في 24 فبراير 2012، أعلن رابيد شير أنه بسبب النقل غير المشروع ردًا على إغلاق ميغا أبلود، قد حدد للحسابات المجانية سرعة قصوى 30 كيلو بايت/ثانية. لرفع قبعة التحميل ويقترح على الأعضاء استعمال حسابات رابيد برو (مدفوعة).

## قضايا قانونية
زعمت منظمة حقوق الأداء الألمانية (بالإنجليزية: performance rights organisation)‏ في التاسع عشر من كانون الثاني/يناير 2007 أنها فازت بأمرٍ قضائي مؤقت ضد كل من رابيد شي دوت دي ورابيد شير دوت كوم حيثُ قِيلَ إن الأخير قد استخدم أعمالًا محمية بموجب حق المؤلف لأعضاء في المنظمة بطريقة غير قانونيّة. نتيجةً لذلك، بدأ موقع رابيد شير في فحصِ الملفات التي تُرفع على خوادمه عبر مقارنتها بقاعدة بيانات للملفات التي أُبلغَ عنها بالفعل على أنها غير قانونية. بمقارنةِ إم دي5 للملفات، بدأ الموقع في منع إعادة تحميل الملفات غير القانونية، ومع أن هذه الطريقة كانت كافيّة لتجاوز العواقب في القانون الأمريكي إلا ثبت لاحقًا – في المحكمة – أنه لن يُجنّب المواقع عددًا من العواقب بموجب القانون الألماني. أجبر هذا القرار الأخير رابيد شير على فحصِ جميع الملفات التي تُرفع قبل نشرها.
سلَّمت رابيد شير في نيسان/أبريل 2009 إلى شركات التسجيل الكبرى التفاصيل الشخصية للقائمين بالتحميل الذين حمّلوا الملفات المحمية بحقوق النشر، وورد أن الموقع كان مجبرًا على سلكِ هذا المسار بسبب تسرب نسخةٍ من ألبوم داث ماغنتيك لفرقة ميتاليكا. تسببت هذه الواقعة في جدلٍ كبيرٍ وبعد حوالي الشهر نشرت رابيد شير بيانًا على موقعها على الإنترنت تُؤكّد فيه: «لن نتجسَّسَ على الملفات التي يقوم عملاؤنا بتحميلها بأمانة على رابيد شير، ليس الآن ولا في المستقبل. نحن ضد التحكم في التحميل ونضمنُ لكم أن ملفاتكم آمنة معنا ولن يتمَّ فتحها بواسطة أي شخص آخر غير الرافع ما لم يقم بتوزيع رابط التنزيل.»
حصلَ ستة ناشرين على أمر قضائي ضد شركة رابيد شير آي جي – التي تتخذُ من سويسرا مقرًا لها – كانت محكمةٌ ألمانيةٌ في هامبورغ قد أصدرتهُ في العاشر من شباط/فبراير 2010 وأصبحَ ساري المفعول في السابع عشر من شباط/فبراير من نفس العام. يُلزم الأمر القضائي شركة رابيد شير بتنفيذ تدابير لمنع المشاركة غير القانونية للملفات لـ 148 عملاً محميًا بحقوق الطبع والنشر ورد في الدعوى التي رُفعت في الرابع من شباط/فبراير، كما قضت المحكمة بأن رابيد شير يجبُ أن تراقب موقعها للتأكد من عدم تحميل المواد المحمية بحقوق الطبع والنشر ومنع الوصول غير المصرح به إلى المواد من قِبل مستخدميها وستخضعُ الشركة لغرامات كبيرة في حالةِ عدم الامتثال. في السياق ذاته، صرح التجمع الدولي لمكافحة القرصنة التابع لحكومة الولايات المتحدة بالكونغرس أن الموقع «استُخدمَ بشكلٍ كبيرٍ للتبادل العالمي للأفلام والموسيقى والأعمال المحمية بحقوق الطبع والنشر الأخرى.»
ألغت المحكمة الإقليمية العليا في دوسلدورف مرتين أوامر قضائية أقامتها شركة كابلايت بيكتشرز (بالإنجليزية: Capelight Pictures)‏ وهي شركة ألمانية لتأجير الأفلام وأقراص دي في دي ضد رابيد شير، حيثُ أعلنت المحكمة أنه لا يمكن تحميل مضيف الملف المسؤولية عن نشر المواد المحمية بحقوق الطبع والنشر من قِبل أطراف ثالثة وألغت الأمر الزجري الذي أيدته في البداية محكمة مقاطعة دوسلدورف، وأشارت المحكمة أيضًا إلى أن مضيف الملفات ليس ملزمًا باستخدام مرشح الكلمات لأن هذا سيمنع أيضًا النسخ القانوني. رفضت محكمة المقاطعة الجنوبية لولاية كاليفورنيا في أيّار/مايو 2010 أمرًا قضائيًا ضد رابيد شير قدمه ناشر المجلة المثيرة عبر الإنترنت بيرفكت 10 (بالإنجليزية: Perfect 10)‏، وأعلنَ القاضي الذي يرأسُ الجلسة أن المدعي قد فشل في رفع قضية ذات مصداقية تفيد بأن رابيد شير قد انتهكت حقوق الطبع والنشر أو دعمت انتهاك تلك الحقوق.
في قضية 2009-2010 المرفوعة ضد رابيد شير من قبل أتاري أوروب (بالإنجليزية: Atari Europe)‏ خلصت محكمة دوسلدورف الإقليمية العليا في الاستئناف إلى أن الاستخدام غير القانوني لرابيد شير كان من قِبل أقليةٍ صغيرةٍ من مستخدميها، وأن الافتراض بخلاف ذلك كان بمثابة اشتباه في خدمات الاستضافة. لاحظت المحكمة أيضًا أن الموقع أزال المواد المحمية بحقوق الطبع والنشر عند الطلب ولم يُوفّر تسهيلات بحث عن مواد غير قانونية، وخلصت إلى أن اقتراحات المدعي لمنع مشاركة المواد المحمية بحقوق الطبع والنشر كانت غير معقولة أو لا طائل من ورائها، وحكمت أيضًا على أن رابيد شير لا يُمكن تحميلها المسؤولية عن انتهاكات حقوق النشر من قِبل مستخدميها وأنه بينما كانت الخدمة قانونية لا يمكن منع أقلية من الاستخدام غير القانوني من خلال الإجراءات الأخرى المقترحة - على سبيل المثال التصفية القائمة على الكلمات الرئيسية (وهذا يُمكن أن يضرَّ بالاستخدام القانوني)، أو المراجعة اليدوية لعمليات التحميل (وهذا غير ممكن)، أو تحليل عنوان آي بي (وهذا أيضًا غير ممكنٍ على اعتبار أن عناوين الآي بي تتغيّر باستمرار).
استجابةً للبيان الصحفي الصادر عن التجمع الدولي لمكافحة القرصنة بالكونغرس وحُكْمِ المحكمة الألمانية في كانون الأول/ديسمبر 2010، استعانت رابيد شير بخدمات شركة دوتكو ورلد وايد (بالإنجليزية: Dutko Worldwide)‏ لممارسة بعض الضغوط في الكونغرس الأمريكي لصالحِ الشركة الأولى. أيّدت المحكمة الإقليمية العليا في هامبورغ في آذار/مارس 2015 ثلاثة قراراتٍ سابقةٍ بأن مُضيف الملف يمكن أن يتحمَّل مسؤولية نشر المواد المحمية بموجب حقوق النشر من قِبل أطراف ثالثة. عُقدت في أيلول/سبتمبر 2018 محاكمة جنائية لثلاثة من مديري رابيد شير للمساعدة التجارية في انتهاك حقوق الطبع والنشر في زوغ بسويسرا.